# 東京都立青峰学園
東京都立青峰学園（とうきょうとりつせいほうがくえん）は、東京都青梅市大門にある特別支援学校である。
2つの教育部門を併置。青梅市西多摩郡奥多摩町に在住する肢体不自由のある児童・生徒が在籍する肢体不自由教育部門と、都内全域を通学区域とする専門的な職業教育で「生徒全員の企業就労」を目指す知的障害部門高等部就業技術科がある。

## 概要
東京都立青峰学園は、2004年（平成16年）11月に策定された東京都特別支援教育推進計画（第一次実施計画）に基づき、2009年（平成21年）4月に開校。2007年（平成19年）に開設が計画された時点での仮称は「東京都立青梅東学園養護学校」で、2008年（平成20年）に現在の校名に決定した。かつての東京都立青梅東高等学校の校舎を再利用している。増改築に伴い、車いす対応などのバリアフリー化、全館空調も施されている。
2012年（平成24年）度には、全校の児童・生徒の実習の場となるカフェ「のんびりカフェ」が運営を開始。コーヒーなどの飲み物、生徒の作ったパン、花などの販売を行い、地域にも溶け込んでいる。
2015年（平成27年）度には「キャリア教育優良教育委員会 学校及びPTA団体等文部科学大臣表彰」を受賞している。
2018年（平成30年）度には、開校10周年を迎えて「開校十周年記念式典」が行われた。

### 教育
肢体不自由教育部門は、理学療法士（PT）、作業療法士（OT）、言語聴覚士（ST）、介護の専門家を導入した新しい指導体制を敷くモデル校となっている。
高等部就業技術科は、企業の専門家を市民講師として招聘し、専門的な職業教育と産業現場での実習に取り組み、「生徒全員の企業就労」を目指す取り組みを行う。就業技術科に入学するには「入学者選考」を受検する必要がある。定員があり、1学年60人、1学年6クラス、1クラス10人に担任を2名配置。就業技術科の全校生徒は180人であり、東京都内にある就業技術科設置校5校の中で一番規模の小さい学校である。

## 「青峰パン」
高等部就業技術科食品コースの生徒が、校内にあるパン工場で作られるパンのことである。校内にある「のんびりカフェ」で週3日程度、一般向けに販売がされている。これは、生徒の職業教育授業の一環として行われており、専門家の市民講師の指導をうけ、製造・販売を生徒が行う。食品専門学校以外で初、特別支援学校でも初の試みである。

## 卒業後の進路
高等部就業技術科の卒業後の進路は、ほぼ全員が企業就労をしている。

## 交通アクセス
鉄道・バス
- JR 青梅線 河辺駅より西東京バス 看護学校入口 バス停より徒歩4分
- 都営バス 鈴法寺跡 バス停より徒歩8分

自動車
- C4 首都圏中央連絡自動車道 青梅ICを利用。

## 周辺施設
- ファミリーマート 海田大門三丁目店
- ミニストップ 青梅今寺店
- セイムス 青梅大門店
- ほっともっと 青梅大門店
- ノジマ 青梅統合館
- ユニクロ 青梅店
- 東京都立青梅看護専門学校 （すぐとなり）
- 青梅市交通公園（すぐとなり）